# 葛飾坂東観音霊場
葛飾坂東観音霊場（かつしかばんどうかんのんれいじょう）は、茨城県古河市・五霞町・八千代町、栃木県野木町にある観音霊場の総称。正徳4年（1714年）、33ヵ寺の霊場にて開創。のちに追加されて、現在は 41ヵ寺からなる。

## 歴史
江戸時代の正徳4年（1714年）、下総国葛飾郡久能村（茨城県古河市久能）の宝性院住職・秀伝が始めたとされる。西国三十三観音、坂東三十三観音、秩父三十四観音にならい、周辺33ヵ寺の同意を得て開創した。この時期には民衆による仏堂巡拝が盛んとなったが、負担が大きい遠地への巡拝ができない人々のために、各地域で高僧が小規模な寺院巡りを考案した。 
のちに恩名村の養性寺を含む34ヵ寺となり、さらに7ヵ寺が追加されて、現在は 41ヵ所の札所からなる。明治初期に廃仏毀釈のため廃寺となった霊場もあったが、地域住民の厚い信仰心に支えられ、現在まで観音堂や観音像が維持されてきた。12年毎の午歳に御開帳が行われる。 

## 霊場一覧
茨城県古河市・猿島郡五霞町・結城郡八千代町、栃木県下都賀郡野木町に分布している。
| 札所番号 | 山号・院号・寺号               | 通称・別称     | よみかた             | 本尊               | 宗派         | 所在地                   | 備考                                                       |
| -------- | ------------------------------ | -------------- | -------------------- | ------------------ | ------------ | ------------------------ | ---------------------------------------------------------- |
| 1        | 宝篋山 実相院                  |                | じっそういん         | 千手観世音菩薩     | 真言宗豊山派 | 五霞町元栗橋1125         | 観音堂は明治11年に古河・長谷寺から移築                     |
| 2        | 大士山 観音寺                  | 山王観音寺     | かんのんじ           | 聖観世音菩薩       | 真言宗豊山派 | 五霞町山王290-2          |                                                            |
| 番外     |                                | 蓮花庵         | れんげあん           | 十一面観世音菩薩   | 真言宗豊山派 | 五霞町新幸谷231          | 「お寺」とも呼ばれる。現在、跡地は集会所                   |
| 3        | 天福寺                         |                | てんぷくじ           | 十一面天神本地仏   | 真言宗豊山派 | 五霞町大福田947          | 明治初期に廃寺、天神社の左隣に観音堂                       |
| 番外     |                                | 地蔵堂         | じぞうどう           | 千手観世音菩薩     | 真言宗豊山派 | 五霞町釈迦字地蔵前2422-1 |                                                            |
| 4        | 㴱典山（深典山） 正徳寺        |                | しょうとくじ         | 聖観世音菩薩       | 浄土宗       | 五霞町大福田758          |                                                            |
| 5        | 鳳凰山 勝光院                  |                | しょうこういん       | 十一面観世音菩薩   | 真言宗智山派 | 五霞町小手指74           | 香取神社境内                                               |
| 6        | 浄雲寺                         | 岩屋観音       | じょううんじ         | 如意輪観世音菩薩   | 浄土宗       | 五霞町川妻岩屋堂246      | 「穴薬師」とも呼ばれる                                     |
| 7        | 中田山 萬福寺（万福寺）        |                | まんぷくじ           | 十一面観世音菩薩   | 真言宗豊山派 | 古河市中田1040           | 山門を入ると左に観音堂                                     |
| 番外     | 明観山 観音院 長谷寺           | 長谷観音       | はせでら             | 十一面観世音菩薩   | 真言宗豊山派 | 古河市長谷町5-1          |                                                            |
| 8        | 前林山 東光寺                  |                | とうこうじ           | 千手観世音菩薩     | 真言宗豊山派 | 古河市前林1765           | 本堂西に観音堂                                             |
| 9        | 泉見山 金蔵院 宝照寺           |                | こんぞういん         | 如意輪観世音菩薩   | 真言宗豊山派 | 古河市下辺見2821         | 本堂東に観音堂                                             |
| 10       | 釈迦山 金乗院 世尊寺           |                | こんじょういん       | 聖観世音菩薩       | 真言宗豊山派 | 古河市釈迦105            |                                                            |
| 11       | 久松山 浄林院                  | 浄林寺         | じょうりんじ         | 十一面観世音菩薩   | 曹洞宗       | 古河市駒羽208            | 廃寺・観音堂は現存、跡地は集落センター                     |
| 12       | 清浄山 歓喜院 吉祥寺           |                | きちじょうじ         | 三面六臂観世音菩薩 | 時宗         | 古河市水海3026           | 山門を入ると左に観音堂                                     |
| 13       |                                | （高野）観音堂 | かんのんどう         | 聖観世音菩薩       | 時宗         | 古河市高野西坪571        | 観音堂は近年再建                                           |
| 14       | 谷中山 宝性院 観音寺           |                | ほうしょういん       | 十一面観世音菩薩   | 真言宗豊山派 | 古河市久能596            | 札元。開創者・秀伝の墓がある                               |
| 15       | 葛生山（慈眼山） 真如院        |                | しんにょいん         | 十一面観世音菩薩   | 真言宗豊山派 | 古河市葛生1654           | 明治初期に廃寺                                             |
| 番外     |                                | 鍋入観音堂     | なべいりかんのんどう | 十一面観世音菩薩   | 真言宗豊山派 | 古河市葛生1825           | 「掘出観音」、「安産観世音」とも呼ばれる。                 |
| 16       | 柳橋山 龍蔵院 西光寺           |                | りゅうぞういん       | 聖観世音菩薩       | 真言宗豊山派 | 古河市柳橋1178           |                                                            |
| 17       | 不動山 華蔵院                  |                | けぞういん           | 千手観世音菩薩     | 真言宗豊山派 | 古河市柳橋1163-1         | 明治初年に廃寺、現在まで住民が護持                         |
| 18       | 益葉山 久昌院                  |                | きゅうしょういん     | 十一面観世音菩薩   | 曹洞宗       | 古河市山田503            | 猿島坂東観音霊場第9番札所を兼ねる                          |
| 19       | 生光山 万福寺                  |                | まんぷくじ           | 如意輪観世音菩薩   | 真言宗豊山派 | 古河市尾崎4477           |                                                            |
| 20       | 常光山 勧行院                  |                | かんぎょういん       | 聖観世音菩薩       | 真言宗豊山派 | 八千代町塩本15           |                                                            |
| 番外     | 太光山 新長谷寺                | 八町観音       | はっちょうかんのん   | 十一面観世音菩薩   | 真言宗豊山派 | 八千代町八町149          | 関東八十八カ所霊場第38番札所を兼ねる                       |
| 21       | 遍照院                         |                | へんじょういん       | 馬頭観世音菩薩     | 真言宗豊山派 | 古河市尾崎880            | 現在は地域住民が管理                                       |
| 番外     | 道楽山 地蔵院 永光寺           |                | えいこうじ           | 十一面観世音菩薩   | 真言宗豊山派 | 古河市尾崎954            | 北関東不動霊場第34番、関東八十八カ所霊場第39番札所を兼ねる |
| 22       | 慈光山 大善院 宝蔵寺           |                | ほうぞうじ           | 聖観世音菩薩       | 真言宗豊山派 | 古河市諸川342-1          |                                                            |
| 23       | 長宮山 長性寺                  |                | ちょうしょうじ       | 十一面観世音菩薩   | 時宗         | 古河市諸川430            | 明治初期に廃寺、観音堂は近年再建                           |
| 24       | 慈眼山 圓能寺（円能寺）        |                | えんのうじ           | 聖観世音菩薩       | 真言宗豊山派 | 古河市五部348            | 明治初期に廃寺、観音堂は近年再建                           |
| 25       | 清瀧山（清滝山） 不動院 大善寺 |                | だいぜんじ           | 十一面観世音菩薩   | 真言宗豊山派 | 古河市上片田368          | 明治初期に廃寺、観音堂は現存                               |
| 26       | 佛立山（仏立山） 一乗院        |                | いちじょういん       | 十一面観世音菩薩   | 真言宗豊山派 | 古河市下片田364          |                                                            |
| 27       | 大悲山 真定院 観音寺           |                | しんじょういん       | 十一面観世音菩薩   | 真言宗豊山派 | 古河市上大野1999         | 明治初期に廃寺、現在は地域住民が管理                       |
| 番外     |                                | 小久保堂       | こくぼどう           | 十一面観世音菩薩   | 真言宗豊山派 | 古河市上大野1489         | 小久保家管理                                               |
| 28       | 稲荷山 福智院 地蔵寺           |                | ふくちいん           | 十一面観世音菩薩   | 真言宗豊山派 | 古河市稲宮1079           | 明治初期に廃寺                                             |
| 29       | 関宝山 摩思院 阿弥陀寺         | 千手堂         | せんじゅどう         | 千手観世音菩薩     | 浄土宗       | 古河市関戸1229           | 「関戸観音」とも。明治初期に廃寺、観音堂は現存             |
| 30       | 普門院                         |                | ふもんいん           | 聖観世音菩薩       | 真言宗豊山派 | 古河市西牛谷92           | 明治初期に廃寺、観音堂は現存                               |
| 31       | 観音寺                         | 赤観音         | かんのんじ           | 十一面観世音菩薩   | 真言宗豊山派 | 野木町中谷栗山251        |                                                            |
| 32       |                                | 如意輪堂       | にょいりんどう       | 如意輪観世音菩薩   | 真言宗豊山派 | 古河市小堤1122-4         | 観音堂は近年再建                                           |
| 33       | 宝林山 地蔵院 円満寺           |                | えんまんじ           | 十一面観世音菩薩   | 真言宗豊山派 | 古河市小堤1405           | 観音御開帳事務局がある。本堂西に観音堂                     |
| 34       | 養性寺                         |                | ようじょうじ         | 十一面観世音菩薩   | 真言宗豊山派 | 古河市恩名2362           | 明治初期に廃寺、香取神社東側に観音堂が現存                 |

参考文献は脚注      

## 御開帳
正徳4年（1714年）の開創以来、12年に一度の午歳に観音御開帳が行われている。最近では平成26年（2014年）が26回目の御開帳にあたる。期間は3月18日から4月17日までの1ヶ月間。各札所の観音像が公開され拝顔できる。準備作業は前年から始まり、円満寺に事務局が置かれて運営される。各札所に供養のための角塔婆が立てられ、主尊と参拝者を結ぶ「縁の綱」が張られる。参拝時にこの綱に触れると、観音様のご利益に与れる。参拝の証しとして「納経貼」に御朱印が押印され、全ての札所を巡ると「結願証」を受領できる。  

## ご詠歌
各寺院に「ご詠歌」がある。仏の教えを平易に語り伝えたもので「巡礼歌」ともいい、寺院名や地名、景観などが織り込まれている。参拝時にご詠歌を唱えることは、経文読唱と同じ功徳があるとされる。
例えば、第一番札所・実相院では「実相の　空にまよいの　雲はれて　真如の月の　かげぞさやけき」。